# Teylingen
Teylingen  è una municipalità dei Paesi Bassi di 35 761 abitanti situata nella provincia dell'Olanda Meridionale.
Viene costituita nel gennaio 2006 dall'unione dei comuni di Sassenheim, Voorhout e Warmond.